# Taras Słoni

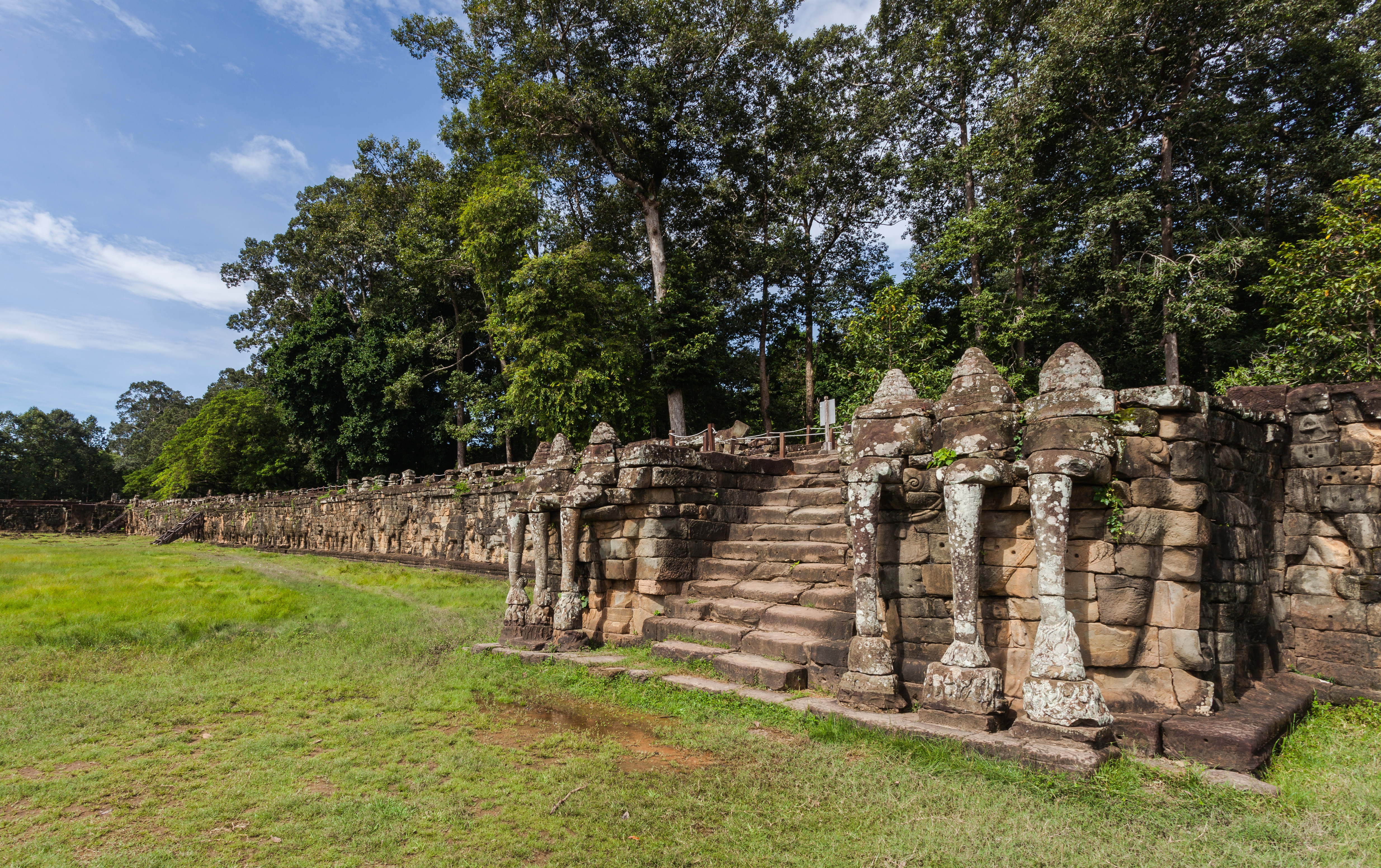
Taras słoni, Angkor Thom, Kambodża.

Taras Słoni (khm. លានជល់ដំរី) – część zrujnowanego miasta Angkor Thom w Kambodży. Taras był używany przez króla Angkoru, Dżajawarmana VII, jako platforma, z której można było podziwiać jego zwycięską powracającą armię. Jest częścią Phimeanakas – kompleksu, z którego pozostało tylko ruiny. Większość oryginalnej konstrukcji została wykonana z materiału organicznego i już się rozłożyła. Większość tego, co pozostaje, to platformy fundamentowe kompleksu. Nazwa tarasu pochodzi od rzeźb słoni na jego wschodniej ścianie.
Taras Słoni o długości 350 m był używany jako gigantyczna trybuna przeglądowa podczas ceremonii publicznych i służył jako sala audiencyjna. Środkową część muru oporowego zdobią naturalnej wielkości garudy i lwy; na obu końcach znajdują się dwie części słynnej parady słoni wraz z khmerskimi kornakami.

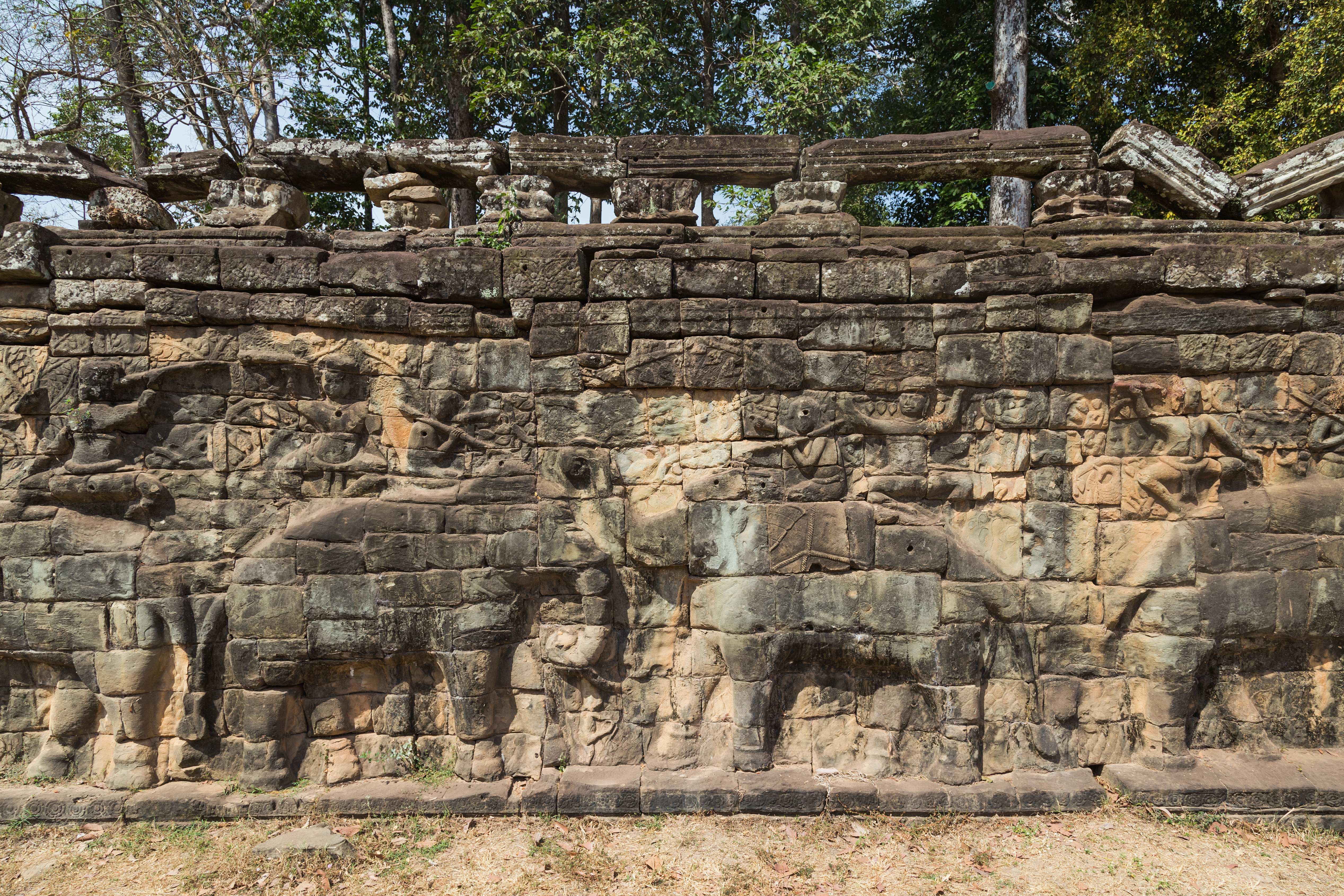
Płaskorzeźba na tarasie słoni

## Galeria

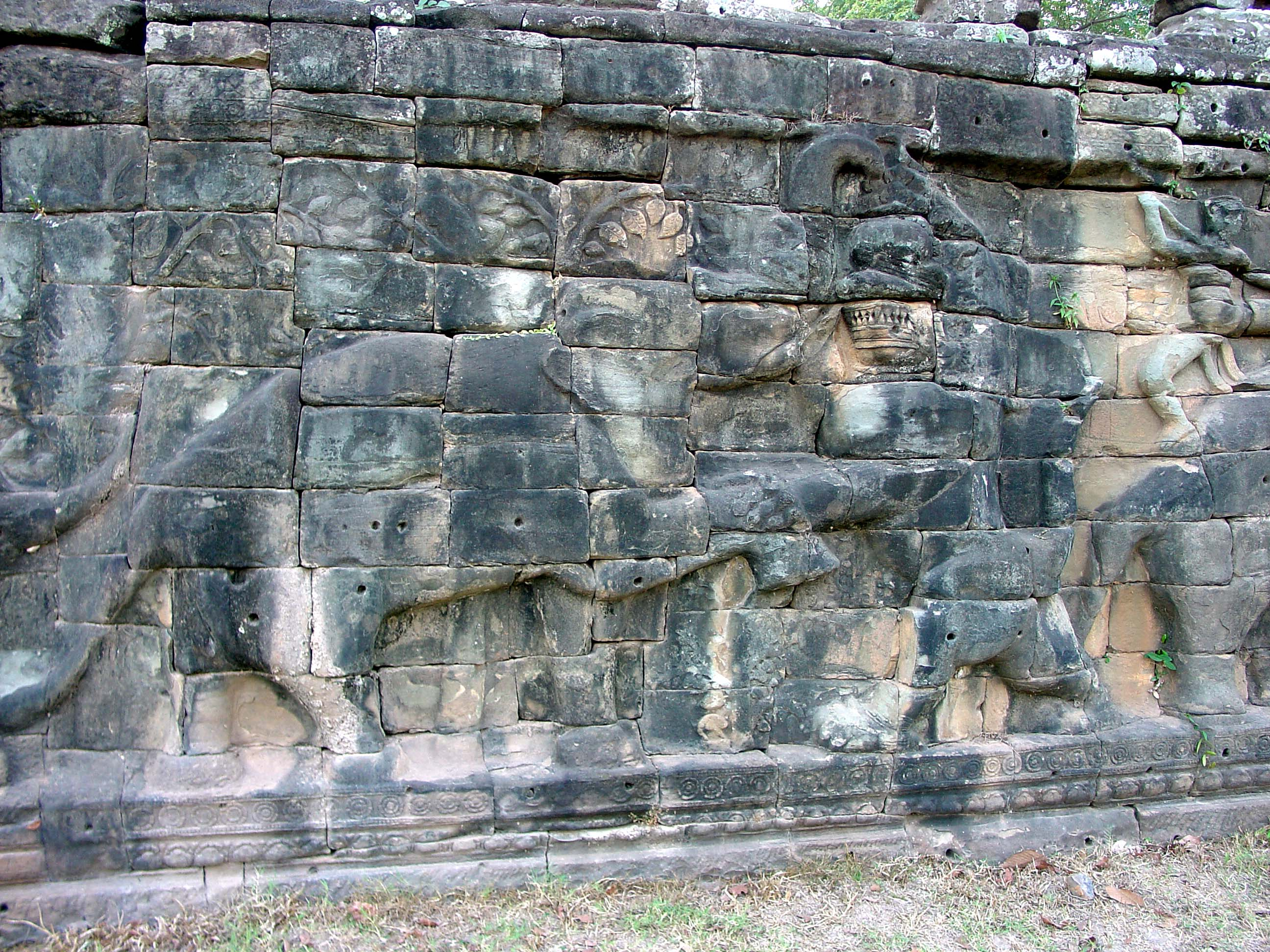
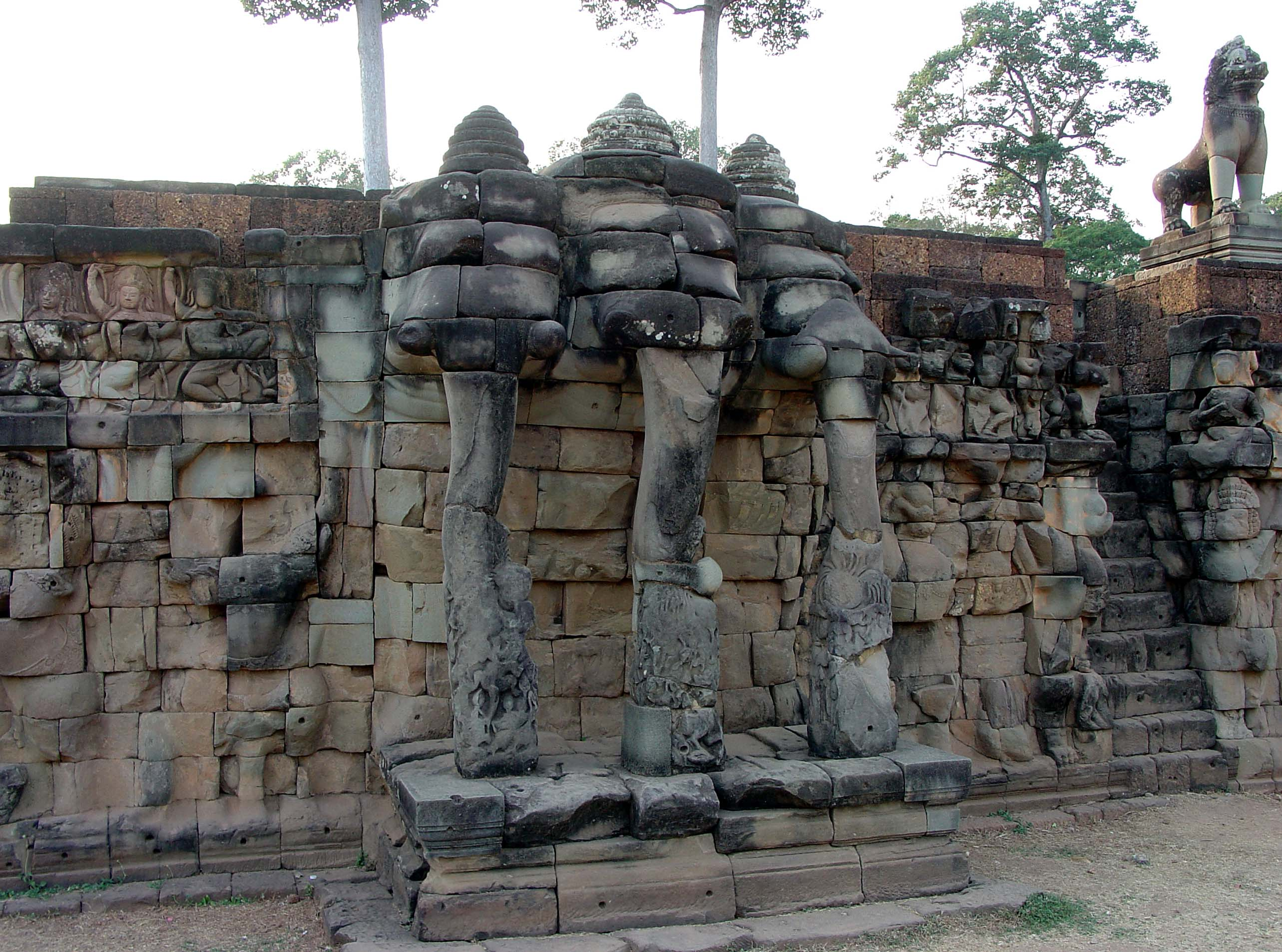
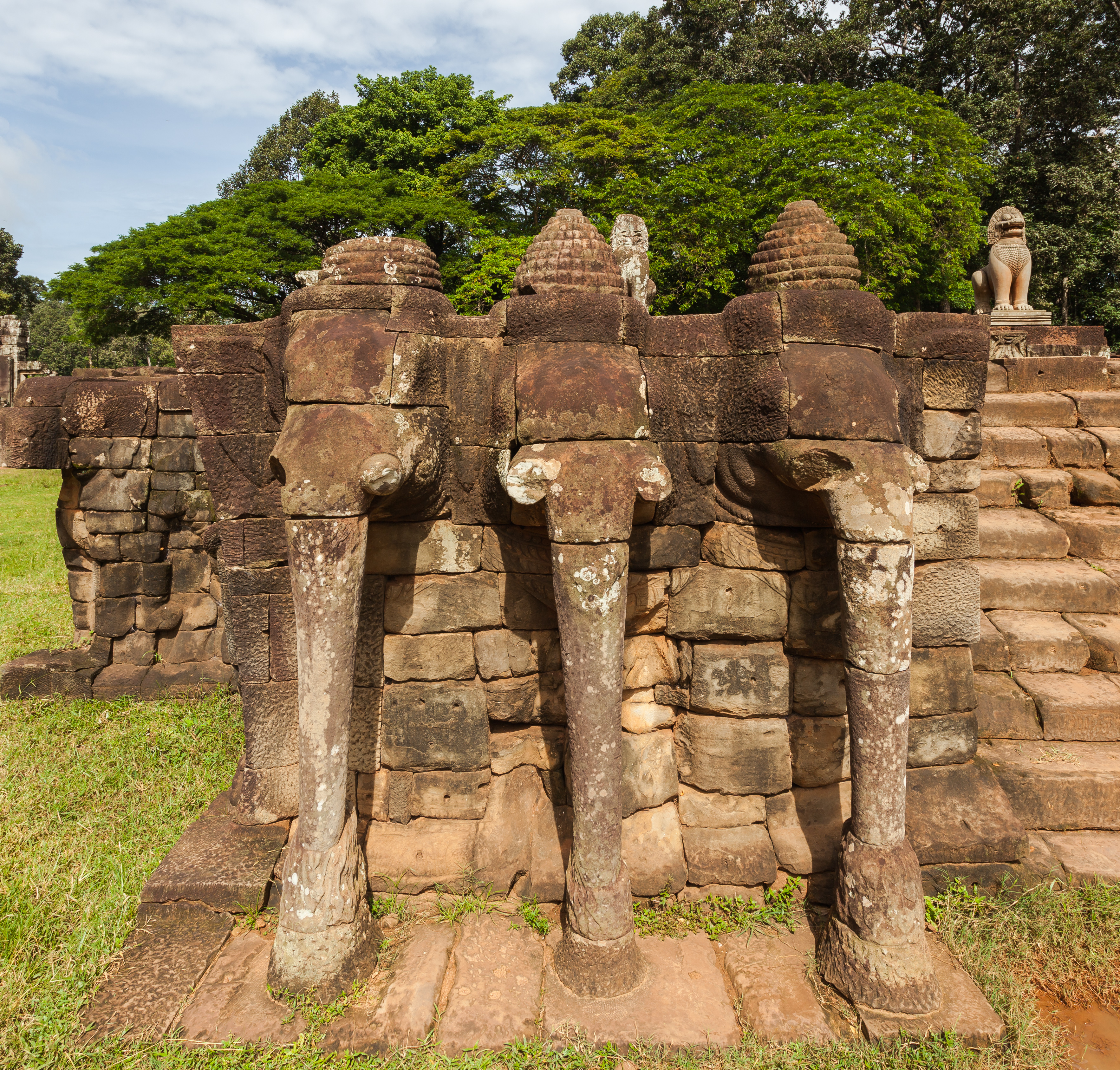
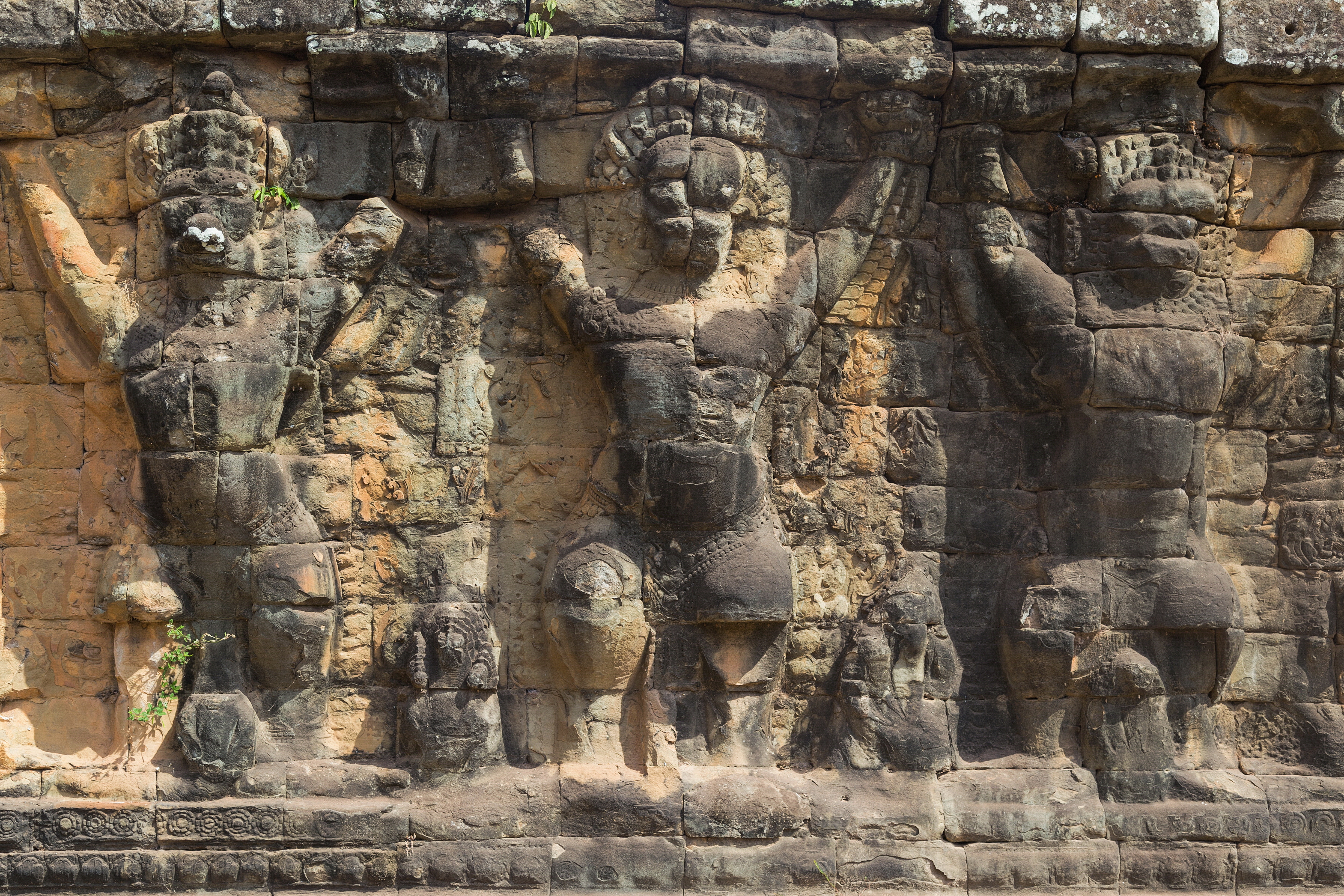
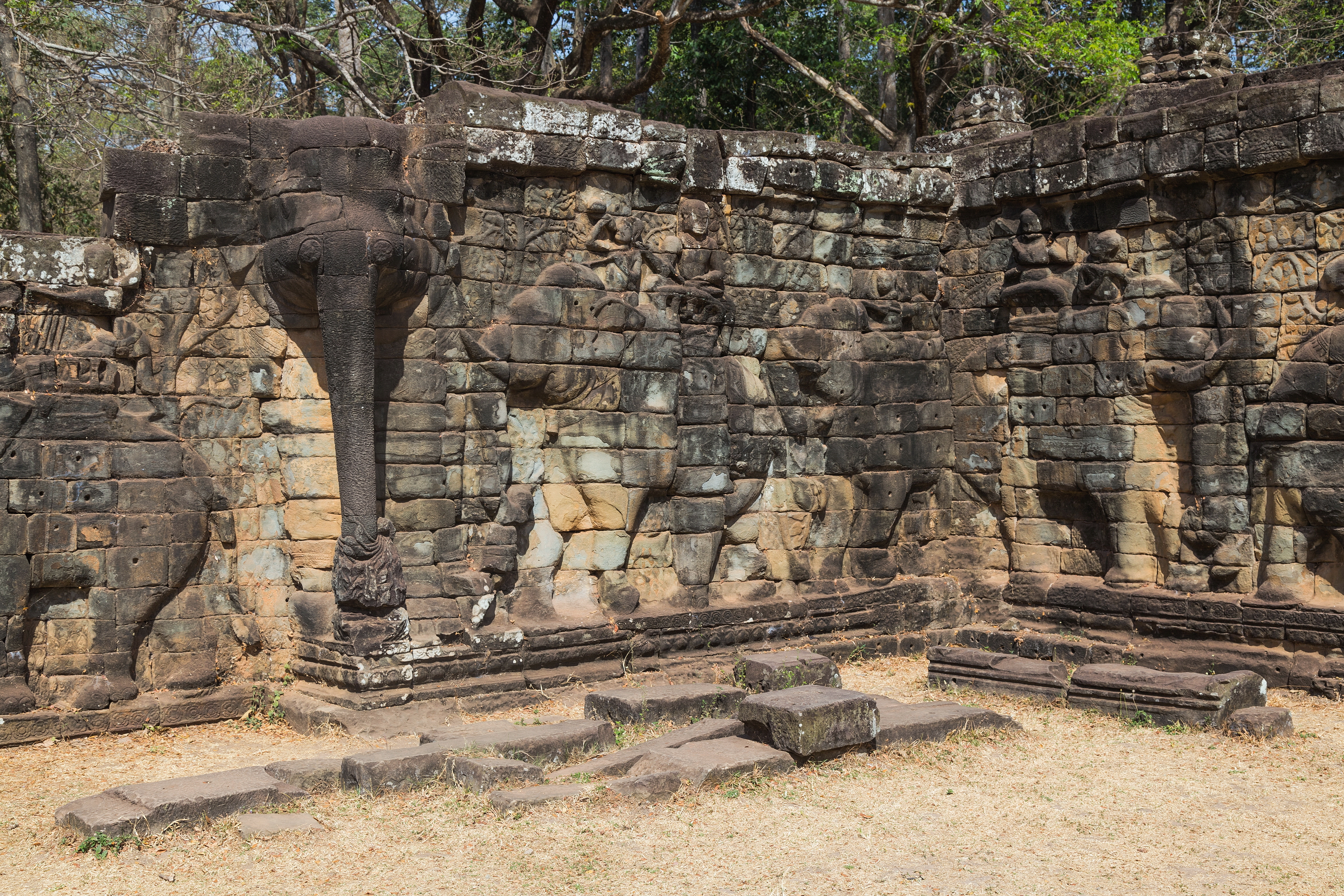
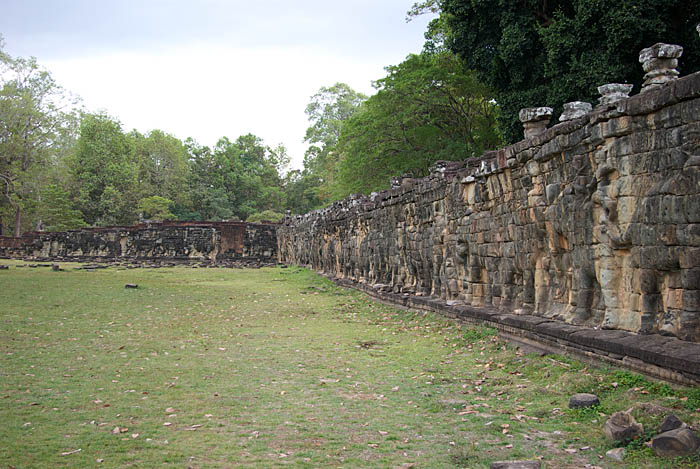
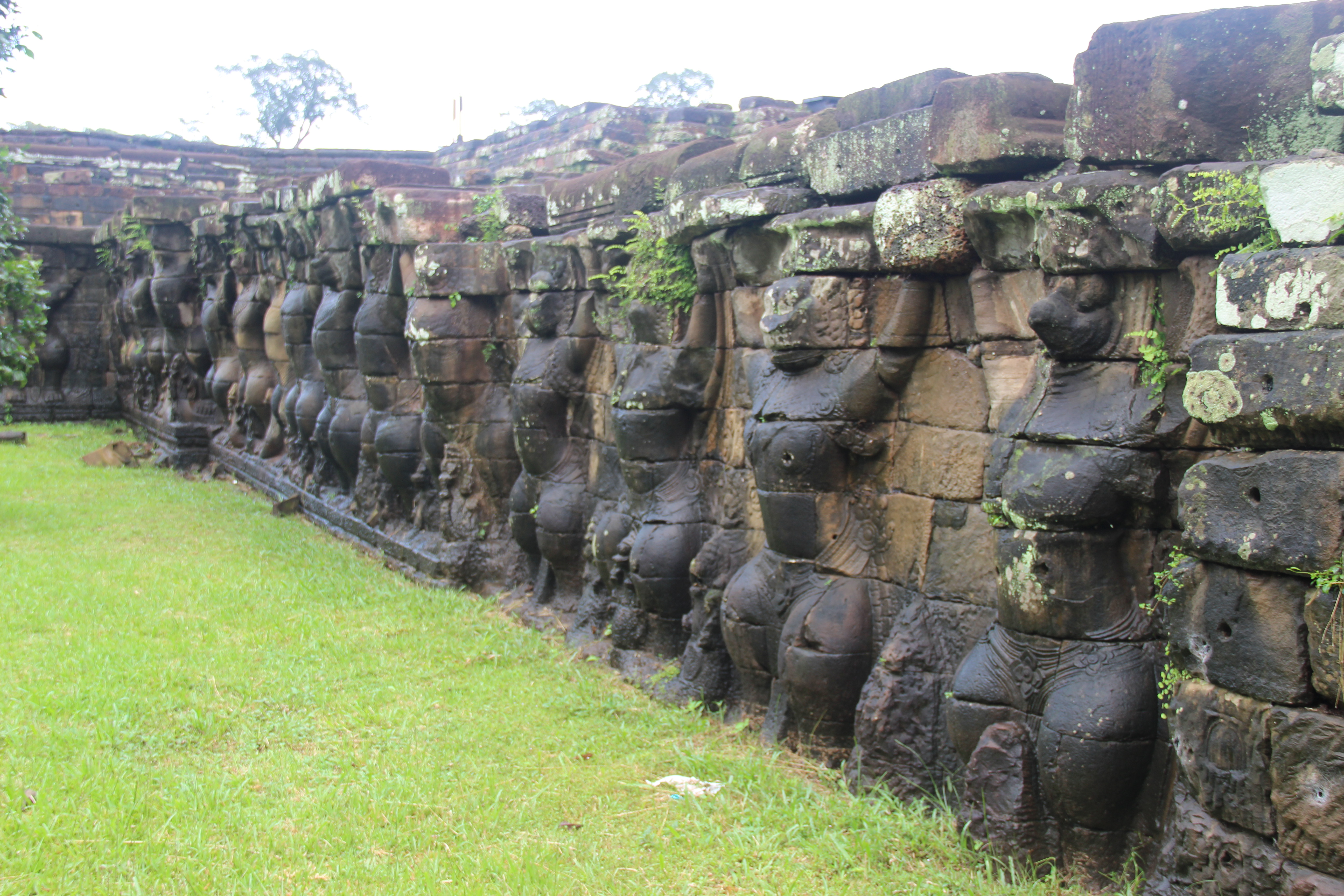